# 国鉄タキ4850形貨車
国鉄タキ4850形貨車（こくてつタキ4850がたかしゃ）は、かつて日本国有鉄道（国鉄）及び1987年（昭和62年）4月の国鉄分割民営化後は日本貨物鉄道（JR貨物）に在籍した私有貨車（タンク車）である。

## 概要
タキ4850形はTDI専用の30t積タンク車として1964年（昭和39年）4月30日から1966年（昭和41年）4月28日にかけて3ロット6両（コタキ4850 - コタキ4855）が富士重工業（2両）、若松車輛（2両）、日本車輌製造（2両）の3社にて製作された。
記号番号表記は特殊標記符号「コ」（全長 12 m 以下）を前置し「コタキ」と標記する。
本形式の他にTDIを専用種別とする形式は、タキ19600形（11両）があるのみである。
落成当時の所有者は、三井化学、武田薬品工業の2社であった。その後4両（コタキ4850 - コタキ4853）が1968年（昭和43年）10月21日に三井東圧化学へ名義変更された。1981年（昭和56年）5月11日には2両（コタキ4854・コタキ4855）が日本石油輸送へ名義変更された。
1979年（昭和54年）10月より化成品分類番号「毒61」（毒性の物質、毒性物質、危険性度合2（中））が標記された。
ドーム付き直円筒型のタンク体はステンレスクラッド鋼製で厚さ110mm - 150mmのグラスウール断熱材を巻き、薄鋼板製のキセ（外板）が設置された。ドームが2つあるが片方は通常のドーム、もう片方は各種機器類が内蔵されたプロテクターである。荷役方式はタンク上部にある液出入管からの上入れ、加圧窒素を使用した液出入管、窒素管による上出し式である。
塗色は、黒であり、全長は11,300mm、全幅は2,530mm、全高は3,876mm、台車中心間距離は7,200mm、実容積は25.4m3、自重は20.6t - 21.1t、換算両数は積車5.0、空車2.2、最高運転速度は75km/h、台車は12t車軸を使用したベッテンドルフ式のTR41Cであったがその後TR41DS-13に改造された。
1987年（昭和62年）4月の国鉄分割民営化時には全車（6両）の車籍がJR貨物に継承され、1995年（平成7年）度末時点では全車健在であったが、2009年（平成21年）度に最後まで在籍した2両（コタキ4854・コタキ4855）が廃車となり同時に形式消滅となった。

## 年度別製造数
各年度による製造会社と両数、所有者は次のとおりである。（所有者は落成時の社名）
- 昭和39年度 - 4両
  - 富士重工業 2両 三井化学（コタキ4850・コタキ4851）
  - 若松車輛 2両 三井化学（コタキ4852・コタキ4853）
- 昭和41年度 - 2両
  - 日本車輌製造 2両 武田薬品工業（コタキ4854・コタキ4855）